# Czas zabijania (powieść)
Czas zabijania (ang. A Time to Kill) – powieść amerykańskiego pisarza Johna Grishama. 
Na podstawie książki powstał film pod tym samym tytułem. Pierwszy tom cyklu Jake Brigance.

## Fabuła
W cichym amerykańskim miasteczku mała czarnoskóra dziewczynka zostaje porwana, zgwałcona i skatowana przez dwóch młodych, pijanych, białych zwyrodnialców. Ojciec pokrzywdzonej postanawia na własną rękę wymierzyć sprawiedliwość, zabijając oskarżonych. Jego adwokatem zostaje młody prawnik, który przed kilkoma laty wybronił jego brata oskarżonego o zabójstwo. Sprawa staje się skomplikowana, ponieważ prawnik walczy nie tylko o życie swego klienta, ale także o swoje własne.
Akcja powieści rozgrywa się w stanie Missisipi.

## Wyróżnienia
- pozycja 73 na liście 100 najlepszych powieści kryminalnych wszech czasów według Mystery Writers of America